# Las Higueras, Rosario
Las Higueras är en ort i Mexiko.   Den ligger i kommunen Rosario och delstaten Sinaloa, i den centrala delen av landet, 800 km nordväst om huvudstaden Mexico City. Las Higueras ligger 38 meter över havet och antalet invånare är 601.
Terrängen runt Las Higueras är kuperad norrut, men söderut är den platt. Runt Las Higueras är det glesbefolkat, med 15 invånare per kvadratkilometer. Närmaste större samhälle är El Pozole, 16,0 km söder om Las Higueras. Omgivningarna runt Las Higueras är en mosaik av jordbruksmark och naturlig växtlighet.